# 7666 Keyaki
7666 Keyaki (1994 VC1) là một tiểu hành tinh vành đai chính được phát hiện ngày 4 tháng 11 năm 1994 bởi K. Cross ở Sendai Municipal.